# Bessie Van Vorst
Bessie Van Vorst (de soltera McGinnis; Nueva York, 2 de septiembre de 1873-París, 19 de mayo de 1928), también conocida como Mrs. John Van Vorst («Sra. (de) John Van Vorst»), fue una escritora y periodista estadounidense. Es más conocida como coautora de la serie de revistas y del libro The Woman Who Toils: Being the Experiences of Two Ladies as Factory Girls (1903) con un prefacio del presidente estadounidense Theodore Roosevelt, un ejemplo influyente de investigación social. Su estudio sobre las mujeres y el trabajo infantil en las fábricas de Alabama y Nuevo Hampshire ayudó a despertar el sentimiento de reforma.

## Primeros años y familia
Bessie McGinnis nació en 1873 en la ciudad de Nueva York. Fue educada en escuelas privadas de Nueva York. En 1898 comenzó a trabajar para el New York Evening Post. En 1899 se casó con John Van Vorst. El matrimonio duró solo doce horas: era el último deseo del novio casarse con la novia antes de su muerte. El padre del novio, el juez Hopper Cornelius Van Vorst, fue presidente de la Holland Society y sirvió en el Tribunal de Circuito de los Estados Unidos. Tras la muerte de su marido, se trasladó a París con su cuñada Marie Van Vorst, y las dos fueron coautoras de la novela Bagsby's Daughter, publicada en 1901.

## Investigaciones encubiertas

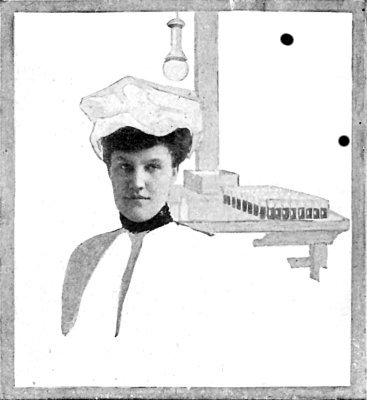
Van Vorst como «Esther Kelly» con el uniforme de la fábrica de pepinillos.

En 1901 Bessie y Marie Van Vorst comenzaron una investigación encubierta sobre mujeres y niños trabajadores de fábricas al encontrar trabajos en fábricas bajo alias. Bessie trabajó en una planta en Perry, Nueva York, una fábrica de tejido cerca de Búfalo y una fábrica de encurtidos de Pittsburgh, entre otros lugares, usando el nombre «Esther Kelly». Marie Van Vorst encontró empleo en una fábrica de zapatos en Lynn, Massachusetts, y una fábrica de algodón en Columbia, Carolina del Sur, bajo el alias «Bell Ballard». Las Van Vorst comenzaron a escribir una columna detallando sus experiencias en Everybody's Magazine.
Sus escritos atrajeron la atención del presidente de los Estados Unidos, Theodore Roosevelt, quien estaba interesado en cuestiones demográficas. Escribió una carta a Bessie Van Vorst en 1902. La principal preocupación de Roosevelt en su carta era el «suicidio racial» que creía que era más importante que cualquier otro problema en el país.
Cuando el editor vio la carta, le pidió a Van Vorst que compilara el trabajo de su revista sobre el trabajo de las mujeres en un libro y usara la nota del presidente para el prefacio. En 1903, el prefacio de Roosevelt apareció en el libro de las Van Vorst The Woman Who Toils: Being the Experiences of Two Ladies as Factory Girls («La mujer que afana: ser la experiencia de dos damas como chicas de fábrica»), los relatos serializados en la revista en forma de libro. Una parte de la carta en particular causó sensación entre los estadounidenses que no estaban acostumbrados a que ningún presidente abordara temas como la demografía y el control de la natalidad:

If a man or woman, through no fault of his or hers, goes throughout life denied those highest of all joys which spring only from home life, from the having and bringing up of many healthy children, I feel for them deep and respectful sympathy; the sympathy one extends to the gallant fellow killed at the beginning of a campaign, or the man who toils hard and is brought to ruin by the fault of others. But the man or woman who deliberately avoids marriage, and has a heart so cold as to know no passion and a brain so shallow and selfish as to dislike having children, is in effect a criminal against the race, and should be an object of contemptuous abhorrence by all healthy people.
Si un hombre o una mujer, por causas ajenas a él o ella, pasan toda la vida privados de las alegrías más elevadas que brotan sólo de la vida hogareña, de tener y criar muchos hijos sanos, siento por ellos una profunda y respetuosa simpatía; la simpatía que se extiende al hombre valiente asesinado al comienzo de una campaña, o al hombre que trabaja duro y es arruinado por culpa de otros. Pero el hombre o la mujer que deliberadamente evita el matrimonio, y tiene un corazón tan frío que no conoce pasiones y un cerebro tan superficial y egoísta como para no gustarle tener hijos, es de hecho un criminal contra la raza y debería ser objeto de desprecio y aborrecimiento de todas las personas sanas.

El clamor de Roosevelt tocó la fibra sensible de muchos estadounidenses. Su crítica hacia la decisión de estar sin hijos por elección fue aceptada por muchos ciudadanos en ese momento y ayudó a cambiar la forma en que se representaba a las familias en los medios de comunicación haciendo hincapié en los niños. La idea del «suicidio racial» se convertiría en un tema favorito de Roosevelt en sus giras de conferencias, en las que instaba a las mujeres blancas a tener bebés.
En su libro, los Van Vorst retrataron las problemáticas condiciones de vida y de trabajo que habían observado, y sus consecuencias para las mujeres y las niñas. Bessie pidió una actitud más compasiva hacia estos empleados. Van Vorst también señaló que las mujeres de las fábricas disfrutaban de la independencia que les brindaba el trabajo remunerado y, por lo tanto, demoraban el matrimonio. «Nunca vi a un bebé ni supe de un bebé mientras estaba en la ciudad», escribió Van Vorst después de casi tres semanas en Perry. También habló de la sociabilidad y la disciplina del trabajo en las fábricas como una alternativa a la unidad familiar.
El libro, con el mismo título y portada, pero solo conteniendo las contribuciones de Bessie, fue reimpreso en 1974.
Algunos autores contemporáneos han criticado a Bessie y Marie Van Vorst por tener una actitud condescendiente hacia la clase trabajadora y, de hecho, ellas mismas describieron a las mujeres de la clase trabajadora como «degradantes a la vista y olorosas al acercarse».
La socióloga Carolin Auer, en un ensayo de 2000 sobre «reportaje social», critica a Bessie y Marie Van Vorst por la «realidad simulada» que les acusa de haber creado. Auer afirma que la investigación encubierta de las mujeres no fue más que una simulación de la realidad, ya que las investigadoras permanecieron libres de los lazos económicos, educativos y emocionales que unen a las trabajadoras de las fábricas. Señala que equiparar la vida entre los otros con la vida del otro es erróneo. Por lo tanto, los esfuerzos de las Van Vorst dan como resultado «representaciones falsas», ya que producen un relato fragmentario y defectuoso del mundo del trabajador, además de representar un informe de lo que en realidad es un mundo falso. Auer llama a su narrativa construida al describir encuentros, situaciones y eventos.

## Vida y obra posterior
En 1908, Van Vorst escribió el libro The Cry of the Children, en el que describía la explotación infantil en las fábricas de lana y algodón en Nuevo Hampshire y Alabama. Realizó su estudio a través de visitas a Dwight Manufacturing Company en Alabama City, Massachusetts Cotton Mill en Lindale, Georgia, y Merrimack Manufacturing Company en Huntsville. En todos los lugares a los que viajaba, veía a niños de doce años o menos trabajando como mudadores o barrenderos, ganando entre veinte y cincuenta centavos por una jornada laboral de doce horas y, a menudo, trabajando en turnos nocturnos. Su libro fue ilustrado con dibujos de Guernsey Moore, un conocido ilustrador que fue responsable de las portadas del Saturday Evening Post. El estudio de Van Vorst sobre el trabajo infantil en las fábricas de Alabama y Nuevo Hampshire ayudó a estimular el sentimiento de reforma.
Van Vorst se instaló en París entre la comunidad estadounidense expatriada. En 1914 se casó con Hugues Robert Charles Henri Le Roux, escritor y editor de Le Matin. Van Vorst continuó escribiendo sobre temas sociales como corresponsal de publicaciones estadounidenses y francesas, incluyendo Harper's Magazine, Revue des deux mondes y Journal des débats.
Van Vorst murió el 19 de mayo de 1928 en París.

## Publicaciones seleccionadas
- 1901 - Bagsby's daughter[23]
- 1903 - The woman who toils: being the experiences of two gentlewomen as factory girls[18]
- 1903 - L'ouvrière aux États-Unis[24]
- 1904 - The issues of life: a novel of the American woman of today[25]
- 1907 - Magda, queen of Sheba, from the ancient royal Abyssinian manuscript, "The glory of the kings" - traductora[26]
- 1908 - The cry of the children; a study of child-labor[27]
- 1918 - Popular history of France[28]
- 1918 - On the field of honor (Au champ d'honneur)[29]
- 1918 - A popular history of the war from 1914 to 1918[30]
- 1919 - A popular geography of France, industries, principal cities[31]
- 1919 - To the homeward-bound Americans[32]
- 1926 - A girl from China (Soumay Tcheng) - traductora[33]